# وفا تابش
وفا تابش (متولد اصفهان) از اعضای سابق جبهه مشارکت دبیر سرویس خارجی روزنامه توقیف‌شده سلامو یکی از دانشجویان پیرو خط امام بود که به همراه دیگر اعضای مرکزی در اشغال سفارت آمریکا دست داشت. او در رشته مهندسی عمران در دانشکده پلی‌تکنیک دانشگاه امیرکبیر تحصیل کرده و مدیر ساخت سد کرخه و کارون ۳ نیز بوده‌است.
او یکی از مدیران وزارت نیرو در بخش آب بود و در سال ۱۳۸۱ نشان درجه ۳ سازندگی را از رئیس‌جمهور وقت (سیدمحمد خاتمی) دریافت کرد. با روی کار آمدن احمدی‌نژاد وزارت نیرو را ترک کرد و به بخش خصوصی روی آورد.